# Free Bird
Free Bird (sovint referenciada com a Freebird) és una cançó del grup estatunidenc Lynyrd Skynyrd. Fou inclosa inicialment en el seu àlbum de debut de l'any 1973, però també va aparèixer en diversos publicacions posteriors de la banda. Fou llançada el novembre de 1974 i va esdevenir el segon èxit del grup. Va arribar a la 19a posició de la llista estatunidenca de senzills a principis de 1975.

## Informació
Billy Powell va compondre part de la cançó força abans de pertànyer al grup, quan encara estudiava a l'institut. Posteriorment, Ronnie Van Zant va descobrir el seu talent a l'institut quan el va sentir tocar la introducció, i el va convidar a formar part de la banda. Gary Rossington va utilitzar una guitarra Gibson SG amb una ampolleta de vidre de Coricidin, un medicament, com a slide per tal d'emular a un dels seus ídols, Duane Allman.
La balada va esdevenir una de les cançons bàsiques de Lynyrd Skynyrd en les seves actuacions en directe i sovint estenen la seva durada fins i tot superant els 14 minuts. Aprofitant la connexió que establien amb el públic, generalment la utilitzaven per tancar els concerts. Amb el pas dels anys ha esdevingut un clàssic de la música rock i la favorita per part dels seus seguidors.
«Free Bird» va entrar en el Rock and Roll Hall of Fame després de ser inclosa en la llista de 500 millors cançons de rock and roll, i també fou situada a la posició 191 dins la Llista de les 500 millors cançons de tots els temps segons Rolling Stone. Posteriorment, la revista Guitar World va incloure la cançó en la tercera posició de la seva llista dels millors solos de guitarra.
El grup de dance estatunidenc Will to Power va crear una mescla amb la cançó «Baby, I Love Your Way» de Peter Frampton l'any 1988. Amb el títol «Baby, I Love Your Way/Freebird Medley» va arribar al número 1 de la llista estatunidenca Billboard Hot 100. També fou versionada per Wynonna Judd l'any 1996 per l'àlbum Revelations.

## Personal
Músic de la versió d'estudi de 1973:
- Ronnie Van Zant – cantant
- Allen Collins – guitarra principal, guitarra acústica
- Gary Rossington – guitarra rítmica, guitarra slide
- Ed King – baix
- Billy Powell – piano
- Bob Burns – bateria
- «Roosevelt Gook» (productor Al Kooper) – orgue, mellotron